# Nina Kraft
Pour les articles homonymes, voir Kraft.
Nina Kraft, née le 31 décembre 1968 à Brunswick (Basse-Saxe) en Allemagne et morte le 17 août 2020, est une triathlète professionnelle spécialiste des longues distances.

## Biographie

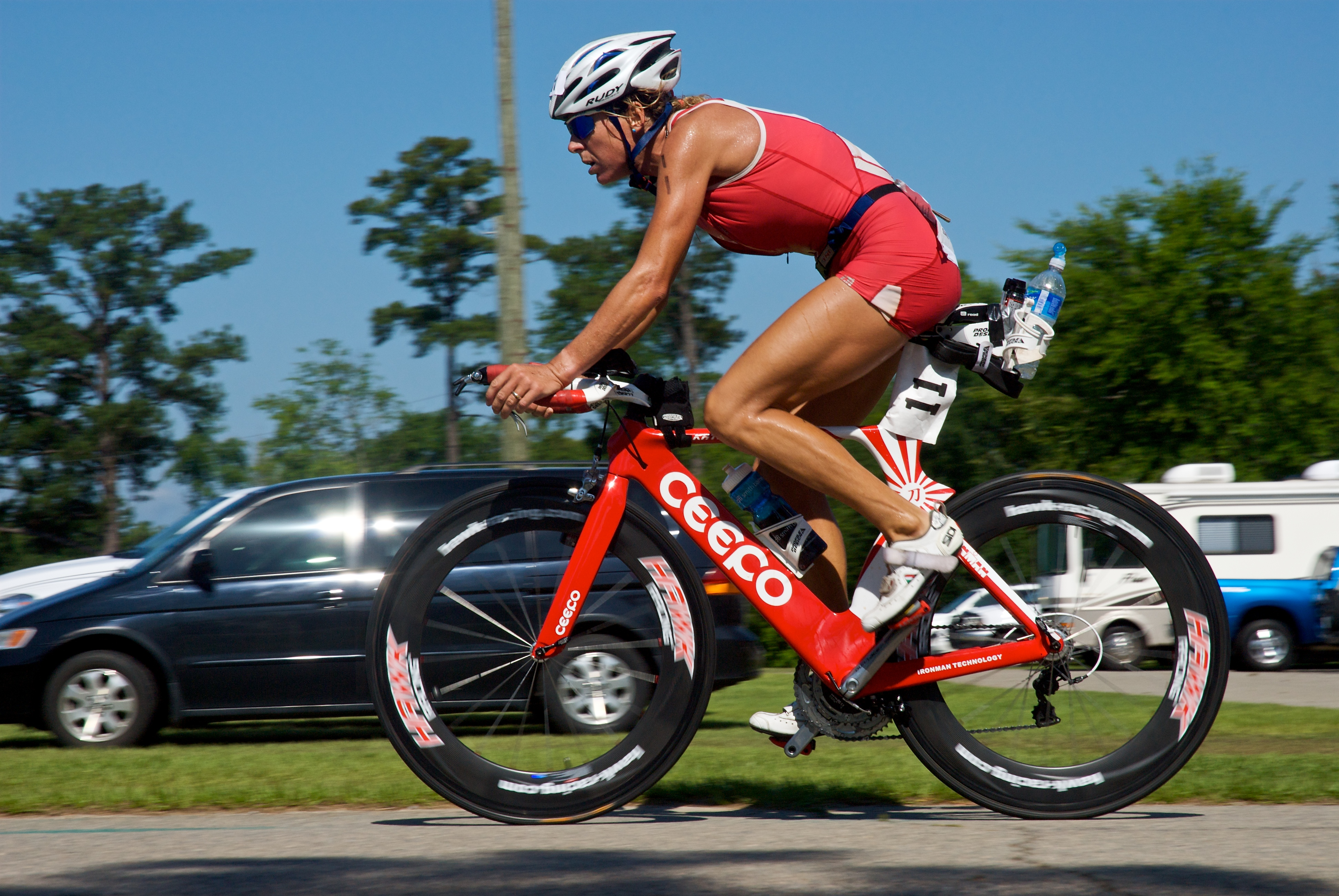
Nina Kraft en 2010.

Après sa victoire lors de l'Ironman Frankfurt en Allemagne en juillet 2004, elle remporte en octobre le Championnat du monde d'Ironman. Cependant, un mois après avoir été déclarée vainqueur, elle est  testée positive à l'EPO. Avec son entraîneur, Martin Malleirer, elle admet le résultat du test. Elle est déchue par la World Triathlon Corporation (WTC) de son titre de championne du monde, qui est attribué à Natascha Badmann. Cette dernière ayant fini à la seconde place remporte de ce fait, sa cinquième victoire sur l'épreuve. Elle est interdite par la Fédération allemande de triathlon (DTU), pendant un an. Cette interdiction prend fin le 12 novembre 2005. De son côté la WTC l'interdit sur tous les événements Ironman dans le monde entier jusqu'au 16 octobre 2006. Après avoir purgé sa période d’interdiction, elle reprend la compétition et le 3 novembre 2007, elle remporte l'Ironman Florida avec un temps de 9 h 5 min 35 s, battant le record de parcours de 20 minutes.
Elle continue de participer au circuit international Ironman et remporte  pour la troisième fois en 2014 et à l'âge de 45 ans, l'Ironman Louisville aux États-Unis.
Nina Kraft s'éteint le 17 aout 2020 à l'age de 51 ans, sans que la raison de sa mort ne soit dévoilée. Son entourage proche relève toutefois un état de profonde dépression.

## Palmarès
Le tableau présente les résultats les plus significatifs (podium) obtenus sur le circuit national et international de triathlon depuis 2001.
| Année | Compétition                                  | Pays           | Position      | Temps           |
| ----- | -------------------------------------------- | -------------- | ------------- | --------------- |
| 2015  | Ironman 70.3 Augusta                         | États-Unis     |               | 4 h 30 min 22 s |
| 2014  | Ironman Louisville                           | États-Unis     |               | 9 h 31 min 19 s |
| 2011  | Ironman Louisville                           | États-Unis     |               | 9 h 38 min 14 s |
| 2009  | Ironman Louisville                           | États-Unis     |               | 9 h 20 min 21 s |
| 2007  | Ironman Floride                              | États-Unis     |               | 9 h 5 min 35 s  |
| 2007  | Ironman Brésil                               | Brésil         |               | 9 h 12 min 33 s |
| 2007  | Ironman Louisville                           | États-Unis     |               | 9 h 51 min 53 s |
| 2006  | Championnat d'Allemagne longue distance MD   | Allemagne      | Médaille d'or | 4 h 31 min 44 s |
| 2004  | Ironman Frankfurt                            | Allemagne      |               | 8 h 58 min 43 s |
| 2004  | Ironman 70.3 St. Croix                       | Canada         |               | 4 h 37 min 1 s  |
| 2003  | Ironman Frankfurt                            | Allemagne      |               | 9 h 3 min 9 s   |
| 2003  | Challenge Roth                               | Allemagne      |               | 9 h 12 min 41 s |
| 2003  | Ironman - Championnat du monde à Kailua-Kona | États-Unis     |               | 9 h 17 min 16 s |
| 2003  | Championnat d'Allemagne longue distance MD   | Allemagne      | Médaille d'or | 4 h 38 min 9 s  |
| 2002  | Ironman - Championnat du monde à Kailua-Kona | États-Unis     |               | 9 h 14 min 24 s |
| 2001  | Ironman - Championnat du monde à Kailua-Kona | États-Unis     |               | 9 h 41 min 1 s  |
| 2001  | Ironman Afrique du Sud                       | Afrique du Sud |               | 9 h 33 min 11 s |